# إيغون ياكوبسن
إيغون ياكوبسن هو سياسي دانمركي، ولد في 1948.